# Zhongwei 1
Zhongwei 1 – chiński geostacjonarny satelita telekomunikacyjny umieszczony nad południkiem 87,64°E (dryf 0,010°W/dobę). Za pomocą 18 transponderów pasma C (po 45 W) i 20 pasma Ku (16 po 85 W i 4 po 135 W) przekazuje sygnał telewizyjny, rozmowy telefoniczne oraz połączenia internetowe. Zakładany czas użytkowania satelity wynosi 15 lat.
Do połowy roku 2000 użytkowana była połowa możliwości transmisyjnych satelity.
Do 11 lipca 1998 statek znajdował się na supersynchronicznej orbicie transferowej (połączony z ostatnim członem rakiety nośnej) o parametrach 216×85 035 km; 24,4°. Ok. godz. 15:00 tego dnia uzyskał orbitę kołową geostacjonarną.

## Budowa
Statek został zbudowany przez Lockheed Martin (kontrakt przyznano 18 sierpnia 1995) na bazie platformy AS2100. Kosztował ok. 100 mln USD. Satelita jest obsługiwany przez China Orient Telecommunications Satellite Company, część chińskiego ministerstwa łączności.
Baterie ogniw słonecznych wytwarzały na początku misji 8394, a na końcu, 6797 W energii elektrycznej.